# Отречение (роман Балашова)
«Отречение» — исторический роман русского писателя Дмитрия Балашова, впервые изданный в 1989 году, часть цикла «Государи Московские». Рассказывает о последнем этапе борьбы между Москвой и Тверью за власть над Русью.

## Сюжет и оценки
Действие романа происходит в 1360—1375 годах. Это ранний период правления в Москве князя Дмитрия Ивановича (впоследствии Донского). Тверской князь Михаил Александрович пытается в союзе с Литвой положить конец московской гегемонии в Залесье, но у него нет шансов на победу. В финале Михаил подчиняется Москве после поражения в Тверской войне. Наряду с историческими деятелями в романе появляются и вымышленные персонажи. Один из главных героев, дворянин Никита Фёдоров, погибает во время первой литовщины (1368).
Роман был опубликован в 1989 году. Рецензенты отмечают, что симпатии автора явно на стороне Твери, а Дмитрий Московский изображён в несколько карикатурном виде. На страницах романа Балашов открыто заявляет о своём православном мировоззрении, всё чаще прибегает к публицистическим отступлениям и открыто соотносит описываемые им события с современностью.